# Zaiaciîți, Lokaci
Zaiaciîți (în ucraineană Заячиці) este localitatea de reședință a comunei Zaiaciîți din raionul Lokaci, regiunea Volînia, Ucraina.

## Demografie
Componența lingvistică a localității Zaiaciîți
     Ucraineană (100%)
Conform recensământului din 2001, toată populația localității Zaiaciîți era vorbitoare de ucraineană (100%).